# Distrito electoral de West Camp Clarke
West Camp Clarke (en inglés: West Camp Clarke Precinct) es un distrito electoral ubicado en el condado de Morrill en el estado estadounidense de Nebraska. En el Censo de 2010 tenía una población de 556 habitantes y una densidad poblacional de 8,23 personas por km².

## Geografía
West Camp Clarke se encuentra ubicado en las coordenadas 41°39′39″N 103°10′4″O / 41.66083, -103.16778. Según la Oficina del Censo de los Estados Unidos, West Camp Clarke tiene una superficie total de 67.54 km², de la cual 66.99 km² corresponden a tierra firme y (0.82%) 0.55 km² es agua.

## Demografía
Según el censo de 2010, había 556 personas residiendo en West Camp Clarke. La densidad de población era de 8,23 hab./km². De los 556 habitantes, West Camp Clarke estaba compuesto por el 81.83% blancos, el 0.36% eran afroamericanos, el 3.96% eran amerindios, el 0% eran asiáticos, el 0% eran isleños del Pacífico, el 13.49% eran de otras razas y el 0.36% pertenecían a dos o más razas. Del total de la población el 25.9% eran hispanos o latinos de cualquier raza.